# Hermann Warmke
Hermann Josef Warmke (* 7. Februar 1929; † 20. Dezember 2011) war ein deutscher Wirtschaftsjurist und Manager.

## Werdegang
Warmke legte im Dezember 1960 an der Rechts- und staatswissenschaftlichen Fakultät der Universität Würzburg seine Promotionsschrift vor. Ab 1961 war er für den Transportbetonhersteller Readymix AG (heute: CEMEX Deutschland AG) tätig. In dem Unternehmen wurde er 1965 zunächst stellvertretender, dann erster Vorsitzender des Vorstandes. Nach seinem Ausscheiden aus dem operativen Geschäft übernahm er den stellvertretenden Vorsitz im Aufsichtsrat. 1989 schied er aus der Gesellschaft aus.
Die berufsständischen Interessen vertrat er als Präsident und Ehrenpräsident des Bundesverbandes der Deutschen Transportbetonindustrie (BTB). In dieser Funktion rief er 1982 die Stiftung Förderpreis Beton ins Leben.
Er war seit 1951 Mitglied der katholischen Studentenverbindung KDStV Gothia Würzburg.

## Ehrungen
- 1990: Bundesverdienstkreuz „für seine Verdienste um die berufsständische Vertretung der Transportbetonindustrie“
- 31. Juli 1991: Ehrentaler in Silber der Universität Passau
- 1993: Jürgen-Hinrich-Magens-Medaille